# سیارک ۸۴۵۰
سیارک ۸۴۵۰ (به انگلیسی: 8450 Egorov، نامگذاری:1977QL1) هشت هزار و چهارصد و پنجاهمین سیارک کشف شده‌است که در ۱۹ اوت ۱۹۷۷ کشف شد.
قدر مطلق سیارک برابر ۳۷.۱ است.